# Smażenie beztłuszczowe
Smażenie beztłuszczowe (także: smażenie kontaktowe) – odmiana przygotowywania żywności w drodze smażenia, jednak bez użycia tłuszczów, praktykowana zwłaszcza w żywieniu dietetycznym, w głównej mierze podczas przygotowywania mięs.
Produkty przyrządzane w drodze smażenia beztłuszczowego posiadają wyższą wartość odżywczą i są polecane w żywieniu osób chorych bądź starszych. Zasadą metody jest krótkotrwałe, kontaktowe ogrzewanie produktu na powierzchni nagrzanej do temperatury około 200–250 °C. Krótki czas trwania procesu i wysoka temperatura obróbki powodują powierzchniową denaturację białek z wytworzeniem minimalnie cienkiej skórki, przy jednoczesnym zachowaniu miękkości warstw wewnętrznych dania, jak również maksymalnej jego wartości odżywczej. Istotnym czynnikiem zachowania właściwej jakości smażenia beztłuszczowego jest zapewnienie produktowi równomiernej i stałej temperatury na całej powierzchni grzejnej. Osiąga się to za pomocą np. dwóch dociskanych płyt grzejnych (dla produktów płaskich, np. steków), obracających się bębnów (dla wyrobów kulistych, np. klopsów mielonych), taśm teflonowych, czy obracających się wałków grzejnych.